# 레주언
레주언(베트남어: Lê Duẩn, 1907년 4월 7일 ~ 1986년 7월 10일)은 베트남의 노동운동가, 독립운동가, 공산주의 지도자이다.
그는 북베트남을 지배하는 권력 집단인 북베트남 노동자당의 중앙집행반(중앙위원회) 총비서를 지냈기에 북베트남의 실질적인 지도자였다고 여겨진다. 그는 베트남 전쟁을 승리로 이끌었으며, 1976년 당명을 북베트남 노동자당에서 베트남 공산당으로 고치고 초대 총비서로 취임하였다.

## 어린 시절
꽝찌 성에서 가난한 대장장이의 아들로 태어났다. 1920년 고등학교에 입학하기 위해 타지로 떠났는데, 결국 가정 형편으로 인해 학업을 그만 두었다. 1925년 판보이쩌우 사면 요구 운동이 일어나자 이 운동에 참가하였다. 이후 여러 민족주의 독립운동가의 사면 요구 운동에 참가하여 반식민주의 운동가가 되었다. 1926년 5월부터 다낭의 철도원으로서 일하면서 임금 협상 및 파업을 동반한 노동운동에 관여했고, 이 과정에서 카를 마르크스의 저작을 접하게 되면서 마르크스주의자가 되었다.
1928년 신월혁명당(新越革命黨, 인도차이나 공산당의 전신)에 입당하였다. 1930년에는 인도차이나 공산당 창당 일원으로 참가하였다.

## 독립운동 및 공산당 활동
입당 이후 노동자 투쟁을 통해 프랑스 식민 정부에 저항하다가 1930년 12월부터 1936년에 프랑스 인민전선 정부가 석방을 할 때까지 투옥된다. 그 후, 인도차이나 공산당 중기 지방 위원회 비서를 맡아 1939년에 당 중앙위원에게 선출되었지만, 1940년에 노동자 봉기를 계획한 혐의로 다시 투옥되었다. 1945년 8월에 베트남 독립동맹회가 하노이를 해방할 때 석방되었다.
같은 해 9월 2일, 호찌민을 국가 주석으로 하는 베트남 민주 공화국(북베트남)이 건국된다. 레주언은 그 후, 주로 베트남 남부에서 활동하여, 1947년에 남부 지방 위원회 비서, 1951년 남부 중앙국 비서를 맡아 동년의 북베트남 노동자당 결당 대회(이 대회는 인도차이나 공산당으로부터의 지속을 강조하여 공식으로는 제2차 전당대회로 간주된다)에서 당 정치국원 겸 비서국원으로 취임했다. 주언은 북베트남 노동자당 내에서 당내 급진파로 통하게 되었는데, 남베트남에 지하 조직의 확대 등을 지도하며, 이후 당내에서 남부파라고 주목받게 되었다. 1954년, 남부 중앙국을 개편한 남부 위원회 비서로 취임했다.

## 베트남 전쟁 시기의 활동
쯔엉찐 제1비서의 해임에 따라, 1957년에 수도 하노이로 올라와서 제1비서의 직무를 대행했다. 1960년 제3차 전당대회에서 제1비서로 취임하였다. 당내 서열로 호치민 주석의 뒤를 잇는 지위를 차지하며 실질적인 당무 총괄 책임자로서 베트남 전쟁 때의 노동자당을 이끌었다.
1969년에 호찌민이 사망하면서, 국가 주석이 공석이 되자, 제1비서로서 명실공히 당의 최고 권력자가 되었다. 북베트남의 주도로 남북 베트남이 통일되어 1976년 7월 2일 베트남 사회주의 공화국이 건국되었다. 같은 해 12월, 제4차 전당대회에서 북베트남 노동자당을 베트남 공산당이라고 개칭하여, 레주언은 총비서로 취임했다. 베트남의 국가 기구는 공산당의 지도를 받는 것이 헌법으로 명기되어 있어 베트남의 정치 구조상, 총비서가 된 주언은 베트남의 최고 지도자가 되었다.

## 전후
그 후 레주언은 남베트남의 급속한 사회주의화를 추진하여, 계획 경제에 의거한 사회주의 경제 시스템의 관철을 목표로 했다. 한편 외교적으로는 관계가 악화된 중국에게 대항하기 위해 소련과의 관계를 강화하여, 1978년에 코메콘에 가맹, 1978년 11월에는 소월우호협력조약을 체결했다. 같은 해 12월, 중국이 지원하는 이웃나라 캄보디아의 폴 포트 정권을 타도하기 위해 캄보디아 침공을 결행하였다. 또한 국내의 화교들을 중국으로 추방하였고, 1979년에 중월전쟁이 발발했다. 이러한 외교 정책은 미국이 주도한 국제적인 고립의 빌미가 되었으며, 경제가 침체가 되었다. 1979년 이후는 신경제정책을 제창하여, 생산 청부제의 도입, 농산물 거래를 일부 자유화시켰다. 1985년 가격통제의 폐지, 디노미네이션(denomination) 등을 밝혔지만, 대규모 인플레이션을 일으켰기 때문에, 국민의 불만은 높아졌다. 당내에서도 보다 근본적인 경제개혁이 불가피하다는 논의가 다수를 차지하기에 이르렀지만, 이미 병상에 누워있던 주언은 리더쉽을 발휘하지 못했다.
신장병이 악화되어, 병 치료를 위해 1986년 1월부터 3월까지 소련에 체류하였다. 같은 해 5 ~ 6월의 제5차 중앙위원회와 제10차 총회를 열었고, 총비서의 직무를 쯔엉찐, 팜반동, 레득토 등 3명의 정치국원이 대행하도록 결정했다. 이 총회로 레주언은 권력을 잃었고, 그리고 7월 10일에 사망했다. 후임으로는 쯔엉찐이 서기장에 취임하였고, 같은 해 12월 제6차 전당대회에서 도이머이가 시행될 때까지 연결하는 역할을 수행했다.

## 같이 보기
- 북베트남
- 베트남 전쟁